# Пино Паскали
Пино Паскали (на италиански: Pino Pascali) е италиански художник, скулптор, сценограф и пърформър, представител на Arte Povera и на концептуалното изкуство.

## Биография
Роден е на 19 октомври 1935 г. в Бари в семейството на родители от Полиняно а Маре. Баща му Франческо е полицейски служител, а майка му Лучия е братовчедка на скулпторите Арналдо и Джио Помодоро. Юношеството си прекарва в Бари, където посещава природонаучна гимназия, но се премества и завършва художественото училище в Неапол. През 1956 г. заминава да живее в Рим, където се записва в Академията за изящни изкуства и посещава часовете на Тоти Сциалоджа. След дипломирането си през 1959 г. започва работа като асистент сценограф в Rai. По същото време започва да работи със Сандро Лодоло, като създава реклами за телевизионното предаване Carosello.
През 60-те години участва в различни групови изложби, а през 1965 г. прави първата си самостоятелна изложба в римската галерия La Tartaruga. През следващата година излага в галерия L'Attico. Само за три години получава значително признание от критиката и е забелязан от влиятелни италиански и международни галеристи. През 1968 г., точно на върха на кариерата си и докато някои от творбите му са изложени на Венецианското биенале, той умира преждевременно в Рим на 11 септември 1968 г. след тежка катастрофа с мотоциклет – голямата му страст; на същото биенале му е присъдена посмъртно Международната награда за скулптура. Гробът му се намира в гробището в Полиняно а Маре.
Еклектичен творец, Паскали е скулптор, сценограф и пърформър. В творбите си той обединява корените на средиземноморската култура (полетата, морето, земята и животните) с игровото измерение на изкуството: цикъл от творби е посветен на оръжия, истински играчки, изработени от рециклирани материали (метали, слама, въжета), а много от произведенията му преекспонират иконите и фетишите на масовата култура. В цикъла Ricostruzione della natura, започнат през 1967 г., Паскали анализира връзката между индустриалното масово производство и природата.
Смятан е за един от най-значимите представители на движението Arte povera, наред с Микеланджело Пистолето, Янис Кунелис, Марио Мерц, Алиджиеро Боети, Елизео Матиачи, Ренато Мамбор, Серджо Ломбардо и Чезаре Таки. Той е първият, който формализира локви с истинска вода, което дава началото на изложбата Fuoco immagine acqua terra в Attico през май 1967 г.: инсталация, която днес е част от постоянната екпозиция на Националната галерия за модерно и съвременно изкуство в Рим.

## Творчество
През 1965 г. Паскали има самостоятелна изложба в галерия La Tartaruga в Рим, Италия. В рамките на тази изложба той за първи път показва своите „фалшиви скулптури“, поредица от оформени платна, които първоначално изглеждат солидни скулптури, но всъщност са картини, които представят абстрактни форми, предполагащи животни, растения и пейзажи. Една от „фалшивите скулптури“ на Паскали е Decapitazione delle giraffe или Обезглавяването на жирафите: структура от дърво, наподобяваща скелет, който след това е покрит с платно, за да представлява кожа. Други скулптури в тази серия включват Decapitazione della sculptura или Обезглавяване на скулптурата (1966) и Mare или Море (1966). Много от тези скулптури са препратки към попкултурата на епохата. Скоро преди това Паскали създава своята „Военна серия“ или „Оръжие“ (1965–66). Сглобени от подръчни материали и боядисани в маслинено зелено, тези скулптури вярно пресъздават всеки детайл от оръжието, което имитират. Въпреки това, тъй като оръжието не може да стреля или да убива, то се превръща в невинна, прекалено голяма играчка.
Друга известна скулптура на Паскали е 32 m² di mare circa, или Приблизително 32 m² море. Направена през 1967 г., тази инсталация се състои от 30 плитки „тави“, съдържащи боядисана синя вода. „Тавите“ са поставени в непосредствена близост до пода, с изключение на 6, така е създадена зигзагообразна пътека, така че зрителят да може да мине през „морето“. Употребата на огледалното качество на водата може да се види в други негови творби: Fiume (Река), Fiume con foce tripla (Река с тройно устие), Acque stagnanti (Застояли води) и Canali d'irrigazione (Напоителни канали).
- „Капан“, Тейт Модърн, Лондон, 1968
- „32 кв. м. море“, Национална галерия за модерно и съвременно изкуство, Рим, 1967
- Фондация „Прада“, Милано, 2022

## За него
- Alberto Boatto, Maurizio Calvesi, Pino Pascali. Nuove sculture, Roma, Edizioni L'Attico, 1966.
- Anna D'Elia (под нейна редакция), Pino Pascali, Milano, Electa, 2010.
- Bruno Di Marino, Marco Meneguzzo, Andrea La Porta (под тяхна редакция), Lo sguardo espanso. Cinema d'artista italiano 1912-2012, Silvana Editoriale, 2012.
- Claudia Lodolo, 32 anni di vita circa. Pino Pascali raccontato da amici e collaboratori, Carlo Cambi Editore, 2012.
- Marco Tonelli, Pino Pascali. Il libero gioco della scultura, Johan & Levi, 2010.
- Marco Tonelli, Pino Pascali. Catalogo generale delle sculture 1964-1968, De Luca Editori d'Arte, 2011.
- Santa Fizzarotti Selvaggi e Valentina Bonomo, Pino Pascali, Io sono un bambino selvaggio 1968-2018, Edizioni Fides, 2018.